# Ernesto Savio

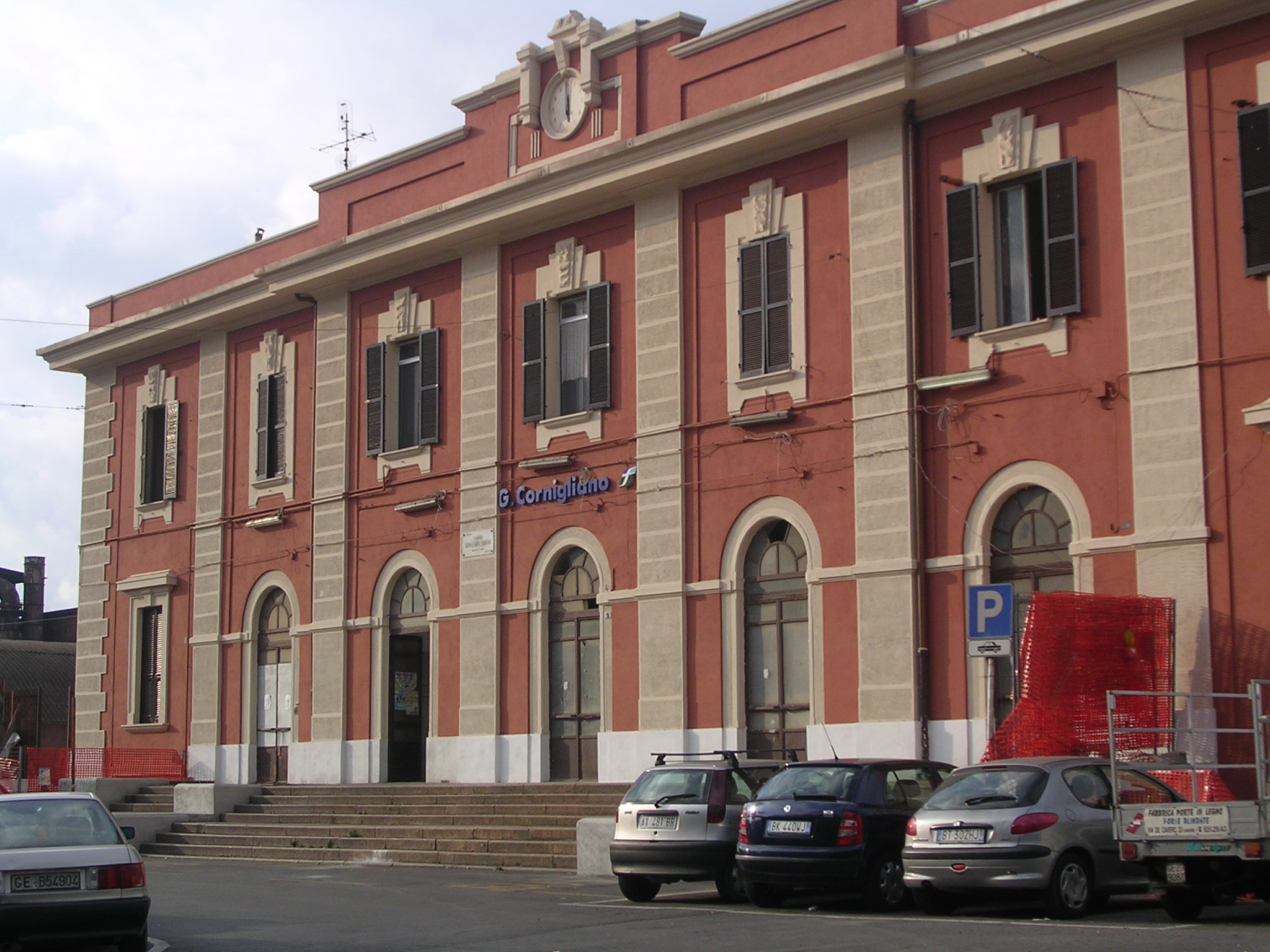
Piazza Ernesto Savio, antistante la stazione ferroviaria di Genova-Cornigliano

Ernesto Savio (San Giovanni al Natisone, 16 ottobre 1899 – Genova, 24 aprile 1945) è stato un partigiano italiano, che fece parte della 576ª Brigata Garibaldi SAP Rizzolio.

## Riconoscimenti
Di origine friuliane, venne chiamato a difendere la libertà dalle Brigate Garibaldi, brigate partigiane organizzate dal partito comunista italiano durante la seconda guerra mondiale. Morì il 24 aprile 1945, giorno dell'insurrezione di Genova, falciato da una sventagliata di mitra sparata da militari tedeschi, nei pressi della stazione di Cornigliano, nello stesso luogo dove oggi si trova la piazza a lui intitolata.
Il 28 agosto 1984 gli è stata dedicata la vecchia piazza Ninfeo, nominata "piazza Ernesto Savio - caduto per la Libertà"  per delibera del comune di Genova.